# Сингенна трансплантація стовбурових клітин
Сингенна трансплантація стовбурових клітин (англ. Syngeneic stem cell transplantation) — процедура, під час якої пацієнт отримує кровотворні стовбурові клітини (клітини, з яких розвиваються всі клітини крові), передані його або її здоровим однояйцевим близнюком.